# Ромеро, Максимильяно
Максимилья́но Самуэ́ль Роме́ро (исп. Maximiliano Samuel Romero; 9 января 1999 года, Буэнос-Айрес) — аргентинский футболист, нападающий клуба «Расинг», выступающий на правах аренды за «Архентинос Хуниорс».

## Биография
Воспитанник клуба «Велес Сарсфилд». Тренировался с шести лет, закончил в 2016 году. С сезона 2015 года привлекался к тренировкам с основной командой. Игроком активно интересовался лондонский «Арсенал», который предлагал 6 млн. евро за трансфер игрока. 9 февраля 2016 года дебютировал в аргентинском чемпионате в поединке против «Атлетико Сармьенто», выйдя на замену на 84-й минуте вместо Эрнана Толедо. Спустя 5 дней, 14 февраля в поединке против «Олимпо» забил свой первый мяч в профессиональном футболе. Всего в дебютном сезоне провёл 14 встреч, забил 3 мяча.
21 декабря 2017 года ПСВ объявил о подписании контракта с игроком до 2023 года. Сумма трансфера не разглашается. Летом 2022 года продлил контракт с ПСВ и перешёл на правах аренды в клуб «Расинг» из Авельянеды.

## Достижения
ПСВ
- Обладатель Кубка Нидерландов: 2021/22